# Jon Symon

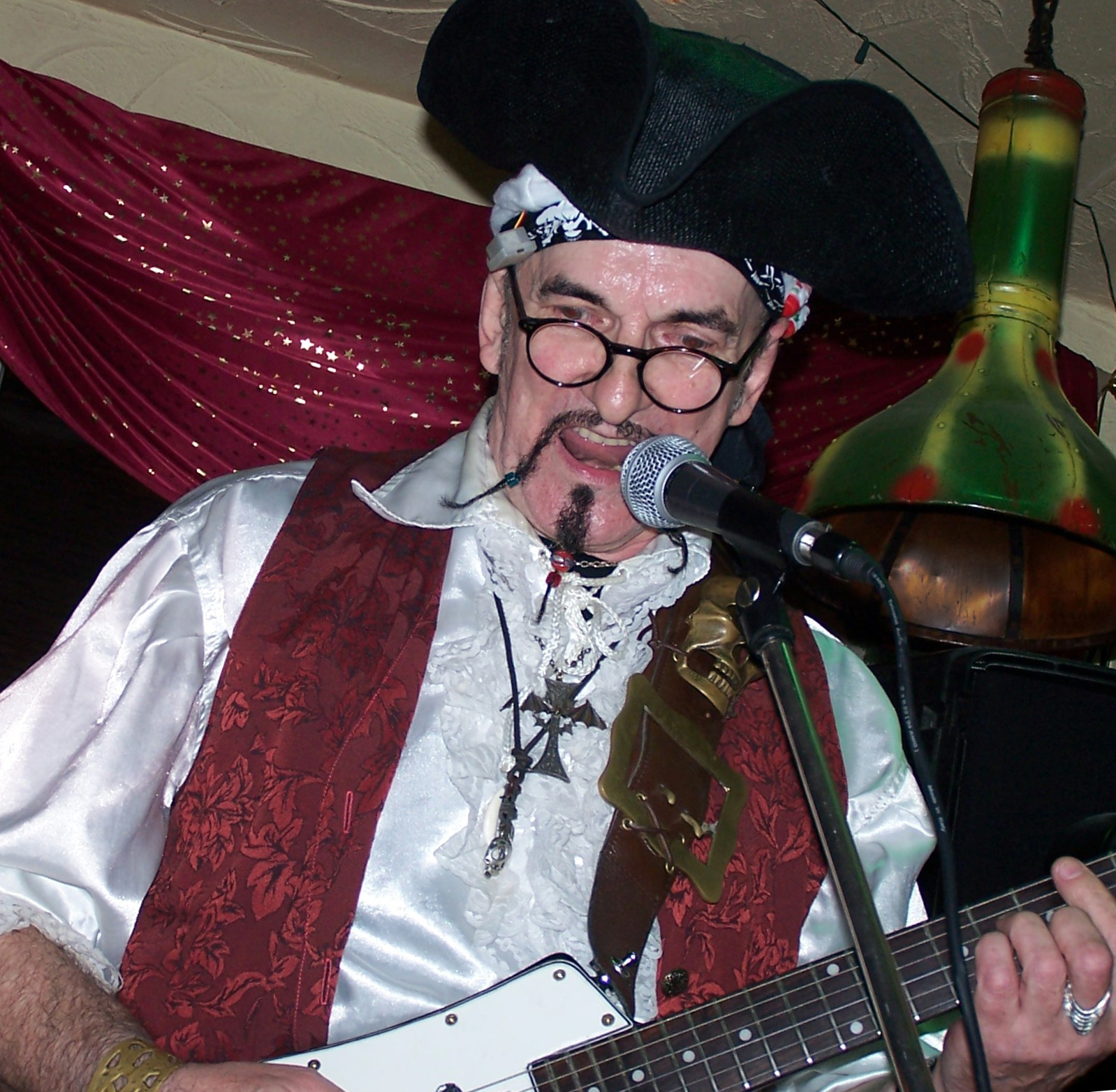
Jon Symon bei einem Clubauftritt im Dezember 2008 in Hannover

Jon Symon (* 10. Januar 1941 als Simon John Hornsby in Epsom, Vereinigtes Königreich; † 7. Dezember 2015 auf der Isle of Wight, England) war ein britischer Musiker und Komponist, der seit Mitte der 1960er-Jahre in Deutschland lebte und vor allem als freier Rockmusiker tätig war. Er gehörte der Gründungsgeneration der hannoverschen Rockszene an. Einem breiteren Publikum wurde er Anfang der 1980er-Jahre als Komponist des erfolgreichen Rockballetts Warlock bekannt, bei dem er auch als Rocksänger in der begleitenden Deutschrock-Band mitwirkte.

## Frühes Leben (1941 – 1963)
Jon Symon kam schon im Alter von 4 Jahren in Kontakt mit der Musik, als er im St. George’s Hotel, Bradford, auf einem Miniatur-Schlagzeug spielen konnte. Jons Vater arbeitete dort als Hotelmanager. Es folgten erste Auftritte mit dem Hotel-Orchester. Mit 15 Jahren gründete Symon seine erste Band, eine Skiffleband mit Namen Satellites. In der gleichen Zeit entdeckte er auch sein Interesse für Raumfahrt und Astronautik, was dazu führte, dass er mit 17 das College verließ und in einer Fabrik arbeitete, die Treibstofftanks für Raketen herstellte. Zusammen mit einigen Freunden entwickelte er eine eigene Rakete, um einen Weltrekord einiger gleichaltriger amerikanischer Raketenfans zu brechen.
1961 zog es ihn auf die Isle of Wight, wo er am dortigen Newport College einige Semester Aerodynamik studierte. Zwei Jahre später kandidierte Symon (unter seinem Familiennamen Hornsby) für den Gemeinderat in Ryde als Kandidat der Liberalen. Nach verlorener Wahl und beruflicher Perspektivlosigkeit trat er der Royal Artillery bei.

## Armeezeit (1963 – 1970)
Bereits ein Jahr später, 1964, wurde er in Bielefeld stationiert und gründete dort mit einigen Kameraden die Band The Demons. Nachdem die Band knapp ein Jahr zusammen gespielt hatte, wollte die Armeeführung die Gruppe auflösen, was dazu führte, dass Symon seine Truppe unerlaubterweise verließ, nach England zurückkehrte, um dort musikalisch Fuß zu fassen. Erfolglos kehrte er nach einiger Zeit jedoch wieder zu seiner Einheit zurück. 1966 wurde Symon zu einer anderen Einheit nach Celle versetzt. Er kam in Hannover in Kontakt mit der Gruppe The Anyones, deren Sänger und Lead-Gitarrist er wurde. Er entschloss sich, seine Musiklaufbahn fortzusetzen und verließ die Truppe wieder unerlaubterweise. Nach seiner Zeit bei The Anyones gründete er seine eigene Formation, The John Simon Set.
Nach 4 Jahren Abwesenheit von der Truppe wurde Symon schließlich 1970 aufgegriffen und für 3 Monate nach Colchester in einem „Military corrective training centre“ (ein „korrigierendes“ Militärausbildungszentrum) untergebracht und anschließend entlassen. Er kehrte direkt wieder nach Deutschland zurück und verbrachte ein Jahr an der Werkkunstschule Hannover.

## Musikalisches Wirken
In dieser Zeit begann er bereits als One-Man-Band Rasputin aufzutreten. Ein von ihm entworfenes Schlagzeug wurde mit einer speziellen Mechanik ausgestattet, Gitarre und Bass kamen von einer umgebauten Fender Telecaster. Als Rasputin sowie auch unter dem Namen Jon Symon’s One Man Band, coverte er meistens Songs von bekannten Gruppen, wobei er mit seinem Instrumentarium den Sound einer ganzen Band ersetzte. Er unternahm Tourneen durch Deutschland und Österreich, trat 1973 im Musikladen der ARD auf und hatte danach mehrere Fernsehauftritte wie z. B. 1976 in der ZDF-Musiksendung disco sowie in weiteren Sendungen in Deutschland und in Österreich. In den 1970er-Jahren brachte er mehrere Singles heraus.
1978 lernte er den Musikverleger Michael Mellenthin kennen, der Mitbesitzer eines Tonstudios war, das Symon nutzen durfte. Es entstand das Konzeptalbum Warlock – Memories of a White Magician an dem der Bassist Klaus-Peter Matziol, der Keyboarder Detlev Schmidtchen von Eloy sowie der Geiger Hajo Hoffmann und Jim McGillivray von Epitaph als Schlagzeuger mitwirkten. Das Album wurde 1981 veröffentlicht.
Anfang der 1980er-Jahre wurde Alexander May, Intendant des Schauspielhauses Hannover, auf Symon aufmerksam und brachte ihn mit dem Ballettdirektor Lothar Höfgen zusammen. Symon (Text und Musik) und Höfgen (Choreografie) produzierten gemeinsam das Rockballett Warlock, das am 1. März 1983 im ausverkauften Kuppelsaal in Hannover Premiere hatte. In der sinnbildhaften Handlung geht es um die „Frage von Krieg oder Frieden“.

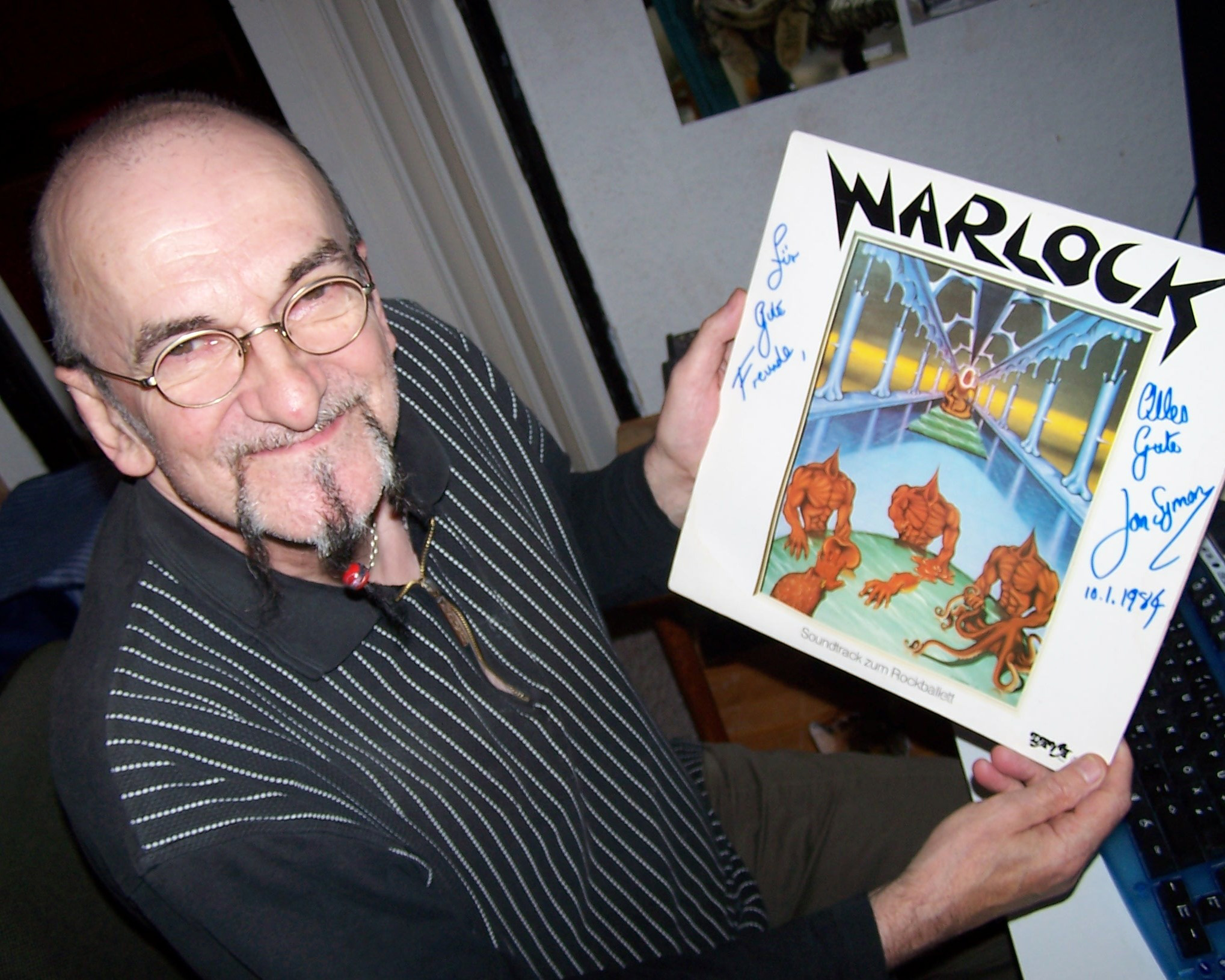
Jon Symon (2003) mit der Soundtrack-LP Warlock – The Rockballett

Bei allen Aufführungen von Warlock wurde die Musik live von der Rockgruppe Warlock gespielt, bestehend aus Jon Symon (Gesang), drei Mitgliedern der damals aufgelösten Deutschrock-Band Jane, Peter Panka (Schlagzeug), Werner Nadolny (Saxophon und Synthesizer) und Charly Maucher (Bass), sowie dem Gitarristen Detlef Klamann.
Bei der Premiere waren u. a. der damalige niedersächsische Ministerpräsident Ernst Albrecht, der hannoversche Oberbürgermeister Herbert Schmalstieg und die Gruppe Scorpions als Ehrengäste anwesend.
Aufgrund des unerwarteten, phänomenalen Erfolgs des Balletts nahmen die Musiker der Liveband Ende März 1983 „im Schnelldurchgang“ eine Studioversion der Songs des Balletts als Album auf. Warlock – Memories of a White Magician wurde zu einem Erfolgsstück. Ursprünglich waren nur 3 Ballettabende angedacht, letztendlich blieb es zwei Jahre im Repertoire des Niedersächsischen Staatstheaters, wobei sämtliche Auftritte in Hannover ausverkauft waren. Zu der Abschiedsveranstaltung von Warlock in Hannover, die im Juni 1984 im Sportpark Hannover als Open-Air-Aufführung stattfand, kamen rund 7000 Gäste. Außerdem gab es mehrere Gastspielaufführungen des Rockballetts in ganz Deutschland, wie unter anderem im ICC in Berlin, in der Alten Oper in Frankfurt am Main, im CCH in Hamburg und im Deutschen Museum in München.
Es folgte 1984 die Premiere des ebenfalls von Jon Symon und Lothar Höfgen produzierten Rockballetts Lady MacBeth. Die Uraufführung fand wieder im Kuppelsaal, Hannover, statt. Um nicht den gleichen Fehler zu wiederholen, ein Album erst nach der Uraufführung zu produzieren, hat Symon zusammen mit seinen Warlock-Musikern diesmal bereits im Vorfeld der Uraufführung ein entsprechendes Studioalbum zu Lady MacBeth aufgenommen. Im Laufe des Jahres 1987 begann Symon den dritten Teil seiner Ballett-Trilogie mit dem Titel Stonehenge zu schreiben. Anfang 1988 erschien ein Artikel in der Hannoverschen Zeitung Neue Presse, dass das Stück vollendet sei, Symon nur noch eine Tourneetruppe (Tänzer und Musiker) und einen geeigneten Choreographen benötige. Zu seinen Lebzeiten kam das Stück jedoch nie zu einer Aufführung.
Am 5. November 1985 kam es zu einer einmaligen Wiederaufführung des Rockballetts Warlock bei der Eureka-Konferenz in Hannover. Der niedersächsische Ministerpräsident Ernst Albrecht hatte das gesamte Ensemble anlässlich dieser Konferenz eingeladen, wo das Werk vor 36 europäischen Delegationen noch einmal präsentiert wurde.
Seit den 1990er-Jahren schrieb und inszenierte Symon Rockmusicals und andere rockorientierte Projekte in Hannover und Umgebung, wie 1994 das Rockballett Beachy Head mit einer Choreographie von Sylvie Zander und 1995 das Rockballett Tarot. 1996 schrieb er das „Rock-Grusical“ Bats in the Belfry. Diese Werke wurden u. a. auch im Theater am Aegi in Hannover inszeniert. Symon gründete 1998 zusammen mit Alexandra Süllow das Rock-Duo Demon Angel und brachte 1999 die Revue Himmlische Teufeleien mit Demon Angel, Thommi Baake, Diego Leon, Masoud Zand und Andy Clapp heraus. 2003 folgte das von ihm komponierte und von Süllow inszenierte „Grusical“ Schwarzer Engel. 2003 formierte er sich mit Janina Gorski zum Duo Elfenlicht, mit der er das Musical Spiders herausbrachte.
2005 entstand die Idee für Vox Nocturna und er komponierte bis Ende 2007 das Konzeptalbum Legends. Alte Legenden, Mythen und Piratengeschichten faszinierten Symon und wurden von ihm schon mehrmals musikalisch verarbeitet; für Legends schrieb er Songs über die „Legenden der Erde“. Er bezeichnete seine dazu geschriebene Musik, die Elemente von Folk, Metal und mittelalterlichen Musikklängen enthielt und die der Stilrichtung Symphonic Metal zuzuordnen ist, als „Symphonic Pirate Metal“. Seine neue Band Jon Symon’s Vox Nocturna mit Leandra Low (alias Alexandra Süllow) (Gesang), Thomas St. Jones (Keyboard), Wolfgang „Wolle“ Schneider (Schlagzeug) und Anja Fünfziger (Background-Gesang) spielte im Dezember 2008 zum ersten Mal live. Seit 2008 war Symon auch wieder als One-Man-Band Rasputin auf der Bühne und bediente mit seiner 1970er-Jahre Show insbesondere das Genre Symphonic Rock.
Vox Nocturna löste er 2009 kurz vor dem Erscheinen des neuen Konzeptalbums Legends auf und ging zurück ins Studio, wo er mit den Sängerinnen Sonja Schott und Janina Gorski (ehemals Duo-Partnerin bei Elfenlicht) bis September 2010 alle Stücke des Albums überarbeitete. Bei einem Englandbesuch traf er sich in Liverpool mit dem Schlagzeuger seiner ersten Band The Demons aus den 1960er-Jahren. Das Bandmitglied Carl Hardin hatte ihn nach 45 Jahren über das Internet wiedergefunden. Bei der Reunion von The Demons vereinbarte Symon mit Hardin und mit dem E-Bassisten John Cross, der aus Standish bei Liverpool stammt, eine Zusammenarbeit bei seinem neuen Projekt Legends. Bis 2012 bestand die Besetzung der Jon Symon Band aus: Jon Symon (Gitarren, Gesang), Sonja Schott (Gesang), Janina Gorski (Gesang), Carl Hardin (Schlagzeug) und John Cross (Bassgitarre).
Am 1. Mai 2011 bewarb sich Jon Symon als „One-Man-Band“ beim Casting in Hamburg für die 5. Staffel von Das Supertalent.
Zusammen mit der Sängerin Ivonne Resigkeit produzierte Symon 2012 unter seinem Pseudonym Rasputin das Stück The revenge of Medusa, welches auch als Video veröffentlicht wurde. Am 3. November 2012 wurde die Formation Jon Symon & The Pirates From Hell ins Leben gerufen, die als Trio bestand, mit Jon Symon (Gesang, Gitarre, Basseffekte, Dudelsack, Chöre), Vanz Oliver Sheridan (Schlagzeug, Background-Gesang) und Frank Perrey (Gitarre, Noise Machine). Bei diesem Auftritt im Gig in Hannover-Linden gab Symon auch sein letztes Konzert als One-Man-Band Rasputin.

## Tod und posthume Produktionen
Jon Symon kehrte 2014 aufgrund seines immer schlechter werdenden Gesundheitszustandes auf die Isle of Wight zurück, um sich im Krankenhaus behandeln zu lassen. Er starb dort am 7. Dezember 2015 an Krebs. Er war dreimal verheiratet und hinterlässt einen Sohn aus erster Ehe. Seine Pläne, die Stücke aus der Warlock-Ära neu aufzunehmen, konnten nicht mehr realisiert werden.
Peer Olsen, Lehrer an der IGS Roderbruch in Hannover, hat 2016 die Musik zu Stonehenge, dem dritten Teil der Rockballett-Trilogie von Jon Symon, im Theaterarchiv Hannover entdeckt, erhielt die Aufführungsrechte für die IGS Roderbruch und hat die Uraufführung mit Schülerinnen und Schülern am 22. März 2017 erfolgreich inszeniert. Symons Musik wurde teilweise neu arrangiert und von der schuleigenen Band gespielt.
2022 wurden die beiden ersten Teile der Rockballett-Trilogie, Warlock – Memories of a White Magician und Lady MacBeth in einer remasterten Version durch das englische Label Explore Rights Management neu aufgelegt, wobei Warlock als Doppel-CD sowohl die Version von 1981 als auch die 1983er Version enthält.
Im November 2023 erschien ebenfalls bei Explore Rights Management die Jon Symon’s Warlock - Anthology ausschließlich als Downloadversion auf allen gängigen Streaming-Portalen. Diese Zusammenstellung enthält u. a. zwei bisher unveröffentlichte Aufnahmen (666, Night of the Demon), die auf noch keinem Album erschienene B-Seite Robot Man der Single Lady Macbeth von 1981, Demo-Outtakes des noch nicht als Jon-Symon-Original erschienenen Rockballetts Stonehenge (Posedian's Island, Some went to Africa, Tributes, Fire in the Sky) und zwei Live-Aufnahmen von 2007, die bisher nur auf der DVD Tribute To Peter Panka von Jane zu hören waren (Angel of Death, Morgan Le Fay).

## Sonstiges
Am 9. November 2010 wurde Jon Symon im Neuen Rathaus in Hannover die deutsche Staatsbürgerschaft verliehen.

## Bühnenproduktionen
- 1983: Warlock (Memories Of A White Magician) – ein Rockballett (Uraufführung am 1. März 1983, Kuppelsaal Hannover)
- 1984: Lady MacBeth – ein Rockballett (Uraufführung am 27. September 1984, Kuppelsaal Hannover)
- 1994: Beachy Head – ein Rockballett (Uraufführung am 3. Februar 1994, Theater am Aegi, Hannover)
- 1995: Tarot – ein Rockballett (Uraufführung am 14. Oktober 1995, Theater Am Spalterhals [Aula im Schulzentrum Am Spalterhals], Barsinghausen)
- 1996: Bats in the Belfry – ein Rockballett-„Grusical“ (Uraufführung am 5. Oktober 1996, Theater am Aegi, Hannover, mit dem Calenberger Tanztheater)
- 1999: Himmlische Teufeleien – eine Revue (Uraufführung am 6. März 1999, Theater Am Spalterhals [Aula im Schulzentrum Am Spalterhals], Barsinghausen)
- 2003: Schwarzer Engel – ein Erotik-Gothic-Grusical (Uraufführung 5. April 2003, Zechensaal, Barsinghausen)
- 2005: Spiders (Uraufführung 2005, Barsinghausen)
- 2017: Stonehenge – ein Rockballett (Uraufführung am 22. März 2017, IGS Roderbruch, Hannover)

## Diskografie (Auswahl)

### Singles
- 1973: Rasputin – Chicken Song / Spoonful
- 1973: Jon Symon’s One Man Band – Sweet Eliza (Give Up Your Rubber Man) / Greenhorn
- 1974: Jon Symon’s One Man Band – Mighty Quinn / Shangri-la
- 1975: Jon Symon – Silver Star (part 1) / Silver Star (part 2)
- 1975: Jon Symon – Ich Wär So Gern Ein Millionär / Auf Der Grünen Wiese
- 1977: Rasputin – Freedom On The Road / Sympathy For The Devil
- 1979: Rasputin – Raggaephone / Merlin
- 1981: Jon Symon Alias Rasputin – Lady Macbeth / Robot Man

### Alben
- 1981: Warlock – Memories of a white magician
- 1983: Warlock – The Rockballett
- 1984: Jon Symon’s Warlock – Lady Macbeth
- 1992: Beachy Head
- 1996: Bats in the Belfry
- 1996: Tarot
- 2000: Demon Angel – Himmlische Teufeleien
- 2001: Warlock – Memories of a white magician (remastered version, Magic Minds)
- 2010: Legends, MP3-Album, LAVA, 2010
- 2022: Jon Symon’s Warlock – Memories of a white magician (remastered version, Doppel-CD, Explore Rights Management)
- 2022: Jon Symon’s Warlock – Lady Macbeth (remastered version, Explore Rights Management)
- 2023: Jon Symon’s Warlock – Anthology (nur Downloadversion, Explore Rights Management)